# Niclas Schippan
Pour les articles homonymes, voir Schippan.
Niclas Schippan né le 1er janvier 2000, est un joueur allemand de hockey sur gazon. Il évolue au poste de milieu de terrain au Harvestehuder THC et avec l'équipe nationale allemande.

## Carrière
Il a débuté en équipe première le 14 avril 2022 contre l'Inde à Bhubaneswar lors de la Ligue professionnelle 2021-2022.

## Palmarès
- : 2e à la Coupe du monde U21 en 2021